# 天主教若因维利教区
天主教若因維利教區（拉丁語：Dioecesis Ioinvillensis），是巴西一個天主教教區，位於聖卡塔琳娜州東北部，包括十八個市。屬弗洛里亞諾波利斯總教區。
教區成立於1927年1月17日。2006年有教友641,000人，佔總人口65.0%。有四十一個堂區、司鐸九十三人。現任教區主教為伊林內烏·羅格·舍勒。